# Philip Leche
Philip Leche también llamado Philip de Liec o de Leach, fue un noble inglés. Hijo de Dawkins Leche. Gobernante de Monceaux y Newcastle. Fue tesorero de Inglaterra durante la Campaña de Normandía de 1417 llevada a cabo por el monarca inglés Enrique V. 
Este distinguido caballero capturó las ciudades de Neuchastell y Monçeaux. También mantuvo un puesto militar durante el Asedio de Ruan. Una vez que Ruan cayó y los últimos focos de resistencia francesa en Normandía eran exterminados, Philip de Leche fue enviado por el rey como acompañante del mariscal Juan de Mowbray en una expedición a la provincia francesa de Maine para tomar la fortaleza de St. Martin le Gaillard que seguía bajo poder francés.
Así fue como, a mediados de agosto, Sir Philip plantó asedio a la fortaleza mencionada. Sir Philip contaba con la ventaja numérica y armamentística, por lo que su plan sufrió un duro revés cuando, durante la tarde de ese día, un contingente francés liderado por Louis de Blanquemont y mucha más gente del Duque de Orleans llegó para liberar a la guarnición de la fortaleza del asedio inglés. La batalla fue breve pero cruenta y el tesorero tuvo que tocar la retirada, resguardándose con el resto de sus hombres en una iglesia cercana y dejando sobre el campo de batalla alrededor de setecientos soldados ingleses muertos. De esta manera los franceses levantaron el asedio y liberaron a la guarnición de la ciudad.

## Descendencia
Sir Philip tuvo un hijo varón llamado Ralph y una hija llamada Elinor.

## Sucesión
| Predecesor: Thomas FitzAlan, XII conde de Arundel | Tesorero Real de Inglaterra 1415-1422 | Sucesor: Desconocido |

- Datos: Q6129448